# 碧藍航線 (動畫)
《碧藍航線》（日语：アズールレーン），由日本Bibury Animation Studios基於同名遊戲所製作2019動畫，2018年9月13日，日服一周年直播時，宣布將於PS4平台推出新作遊戲；同月14日宣布電視動畫化，共12話。本作是天衝成立動畫公司後第一部獨立製作動畫。。
2019年12月24日，碧藍航線官方四格漫畫《碧藍航線 微速前進！》動畫製作確定。2020年9月13日，日服三週年時，發布動畫預告，由Yostar Pictures製作，於2021年1月11日播出。

## 故事简介
故事的舞台发生在一颗地表被水覆盖71%的蔚蓝色星球上。面对异世界突然出现的异形敌人“塞壬”的压倒性力量面前，人类以四大阵营为中心结成了世界性联合组织“碧蓝航线”。 凭借着人类的智慧成功地击退了“塞壬”的威胁。在与“塞壬”的战斗之中，利用凝结着人类智慧的“魔方”（cube）诞生的是拥有钢铁舰船力量的少女们。本作品，描绘了为各自的所想而战斗的她们的活跃表现。她们时而勇猛、时而美丽、时而飘逸……曾经跨越阵营之间的障壁，携手击退了塞壬的进攻，其势力似乎暂时退却了。
但是，由于“是否应该使用塞壬的力量”这一理念的不同，还是她们萌生出作为“人类”的认知——
以“重樱”和“铁血”为代表的一部分势力脱离了“碧蓝航线”，作为“赤色中轴”开始活动了。
为了监视“赤色中轴”的动向，“碧蓝航线”在大洋中设立了新基地，集结了战斗力， 情况一触即发。 少女们的命运还无人可知……

## 登場角色

### 碧藍航線（Azue Lane）
原由四个势力：白鹰、皇家、铁血、重樱组成的人类同盟与塞壬战斗，尽管组织主张“通过人类科学技术和自然力量来击破赛壬”，但由于理念分歧，使铁血和重樱脱离并成立“赤色中轴”，与碧蓝航线进行战争。

#### 白鷹（Eagle Union）
重視自由與科學的聯邦制國家，擁有雄厚的工業實力、發達的科學技術以及各勢力中最優秀的航空武器。武器的設計理念兼顧性能與數量。目前基於貫徹自身正義和為世界帶來和平的理念留在碧藍航線，在與赤色中軸和塞壬的戰鬥中有著活躍的表現。

##### 正規空母（CV）
企業（聲優：石川由依）
隸屬白鷹的正航，綽號大E、灰色幽靈。性格堅強、進取。外觀：海軍帽、黑色領帶、白色上衣加黑色短裙、黑色過膝襪和黑色長半脫外套；海軍帽中間和領帶上的图案是美国海軍徽章、披風上繡着企業號艦徽、艦名USS Enterprise、6則代表舷號CV-6。有一隻白鷹作為伙伴。延續著遊戲的強勢戰鬥力，也是白鷹實力的頂尖戰鬥力，第1話便以一己之力擊退了襲來的赤城和加賀艦隊。但对于战争的情绪也严肃了不少，平日的吃喝几乎都是能量棒、罐头等应急食品（只能充饥），与他人的接触则保持着距离，不会轻易流露自己的情感，也不希望他人为自己担心（但反而让同阵营的如光辉、克利夫兰更加担忧），也因此被伊丽莎白女王下令让贝尔前来照看企业的生活。在经历约克城因某次战役而不得不养伤后便背负着“必须不断战斗下去”的情绪，虽拥有着强悍的战斗力但完全不在乎自己的安危，即使伤未痊愈也会第一时间冲向战场和救援行动。动画第2话在与瑞鹤的对决中甚至会想到同归于尽的战术，被贝尔法斯特评价“这是自杀式的战斗行为”。对战争的态度悲观化，自言“从未觉得大海是美丽的”，也被独角兽认为是在惧怕海洋，但在跟贝法的接触后也会有坦率的一面。在一段时间的接触后开始向他人敞开心扉，第6话时会去食堂吃正常的早饭也会要求与贝法一同用餐。在第7话中被加贺击败落入大海后，回想起约克城对自己说过的话，与黑魔方产生共鸣后浮出海面在无意识的状态下将赤城加贺重伤，随后意识短暂恢复正常。经历了第7话的镜面海域决战后，企业审视了自己「恐惧海洋」的内心，与他人的接触中又开始保持距离，也会在海边迷茫自己应当为何而战。第10话在被贝法要求去食堂用餐时也会拒绝，认为无法战斗的自己没有任何价值，理所当然的让对方生气并被强制拉到食堂进食。其后随着塞壬净化者袭来便再度奔赴前线战斗，第12话（最终话）为阻止未来兵器袭击基地而与前来阻止的净化者交战，期间再度觉醒黑企业的力量但没有失去控制，凭借操作成功击毁导弹但自身也被爆炸波及沉入大海。在成功战胜自己的创伤并接受了黑企业的力量后从海中复活，以强大的一击击溃了大量塞壬与蟒蛇战舰。之后与瑞鹤再度见面时被对方委托拯救赤城，也得到了赶来的援军帮助，四大阵营终于组成联合舰队迎击塞壬，并成功拯救赤城让她的意识恢复。姐姐：约克城；妹妹：大黃蜂。
约克城（聲優：優木加奈）
隸屬白鷹的正航，性格体贴、温柔。外觀：黑色長袖外套、白黑色長裙、黑色絲襪、右胸上有藍薔薇胸針、右臂上有臂章。妹妹：企業、大黃蜂；好友：哈曼、女灶神。
大黃蜂（聲優：山本希望）
隸屬白鷹的正航，性格有自信。外觀：双马尾、牛仔帽、黑色長披风、露臍裝加熱褲、黑色过膝襪；披风上繡着艦名USS Hornet、8则代表舷号CV-8。姐姐：约克城、企業；好友：北安普顿。
薩拉托加（聲優：上坂堇）
隸屬白鷹的正航，綽號小姨子。性格頑皮。外觀：双马尾、綁着黑色蝴蝶結发帶、头上有一頂帽子、穿著藍白色無袖連身短裙、白色長手套、白色披风、黑色連褲襪；披风左臂上有臂章。姐姐：列克星顿。

##### 輕航（CVL）
長島（聲優：吉田幸代）
隸屬白鷹的輕航，性格活潑。外觀：穿著超長袖衣服、白色短襪；戴着耳机。
蘭利（聲優：佳村遙）
隸屬白鷹的輕航，性格認真。外觀：戴着一副眼鏡、藍色蝴蝶結領帶、白色長袖上衣加超短裙、黑色連褲襪。手上拿着皮鞭。在動畫中，在碧藍航線基地負責擔任一名教師。
博格（聲優：野方小春）
隸屬白鷹的輕航，性格頑強。外觀：戴着棒球帽、穿著棒球裝的裙、條紋及膝襪、左手戴着棒球手套。

##### 戰列（BB）
亞利桑那（聲優：白壁爽子）
隸屬白鷹的戰列艦，外觀：头发右則有頂小帽子、中袖緊身裙、白色吊帶襪、黑色手套。姐姐：賓夕法尼亚。
俄克拉荷馬（聲優：內山夕實）
隸屬白鷹的戰列艦，性格開朗。外觀：头上有一頂帽子、穿著印第安风格的服裝、啡色手套、長筒靴。姐姐：內華达。
內華达（聲優：內山夕實）
隸屬白鷹的戰列艦，性格直率。外觀：头上有一頂帽子、穿著印第安风格的服裝、啡色手套、黑色过膝吊帶襪。妹妹：俄克拉荷馬。
馬薩諸塞（聲優：高橋李依）
隸屬白鷹的戰列艦，性格三无。外觀：头发右則有羽飾、額上有面紋、穿著半脫外套、露臍裝加超短褲、右大腿有两個腿环。姐姐：南达科他；妹妹：阿拉巴马。

##### 重巡（CA）
北安普頓（聲優：小泉乔生）
隸屬白鷹的重巡，性格孤僻。外觀：头发右則綁着黃色大蝴蝶結发帶、露臍裝加超短褲、紅色長手套、長筒靴；大腿左則有紋身。妹妹：芝加哥、休斯頓。
休士頓（聲優：橫田彩）
隸屬白鷹的重巡，性格元氣。外觀：猫耳发箍、穿着露臍裝、超短褲、紅色过膝襪、紅色長手套；大腿右則有紋身。姐姐：北安普頓、芝加哥。
波特蘭（聲優：吉岡香織）
隸屬白鷹的重巡，性格溺爱。外觀：心狀瞳孔、心狀呆毛、半脫外套、露臍裝加黑色短裙、左腳是白色及膝襪、右腳是白色吊帶襪。妹妹：印第安納波利斯。

##### 輕巡（CL）
克利夫兰（聲優：堀笼沙耶）
隸屬白鷹的輕巡，称号克爹、海上骑士、大姐头。性格有自信、脸上经常露出笑容。外觀：深藍色長袖上衣加黑红色短裙、白色披风、及膝襪图案为美国星条旗国旗和露指黑色手套。妹妹：哥伦比亚、蒙彼利埃、丹佛、伯明罕。
哥伦比亚（聲優：堀笼沙耶）
隸屬白鷹的輕巡，称号海上骑士。性格元气、阳光。外觀：藍白色長袖露臍休閒上衣加熱褲、左脚穿著红白色条纹过膝襪、右边膝蓋有创可贴、上衣中间有一顆星，非常有美国的风格；身上有很多小裝飾：太阳眼鏡、耳机、dog tag（脖子上挂着的金属牌，俗称狗牌，是识别士兵身份的标识物）、白色腕带、望远镜、泡泡糖…非常有随意的街头少女感。性格正如其外形一样，跟大姐头、酷酷的蒙彼利埃、理想主义的丹佛不同，是非常活泼且随意的少女。姐姐：克利夫兰；妹妹：蒙彼利埃、丹佛、伯明罕。
聖地牙哥（聲優：伊藤明日香）
隸屬白鷹的輕巡，性格冒失。外觀：双马尾、半脫外套加露肩裝、藍色短裙、黑色吊帶襪、有虎牙；外套口袋上有美国海軍標誌。姐妹：亚特兰大、朱諾、聖胡安。
海倫娜（聲優：中條智世）
隸屬白鷹的輕巡，性格哀愁、甚少露出笑容。在遊戲中被称作「海妈」。外觀：头发左則綁着SG雷达发箍、無袖緊身連身短裙、長手套、过膝靴。姐姐：布魯克林、菲尼克斯、博伊西、火奴魯魯、聖路易斯。
蒙彼利埃（聲優：高橋李依）
隸屬白鷹的輕巡，称号海上骑士。性格認真、傲嬌。外觀：穿著短袖上衣外套加短褲、長手套、黑色过膝襪；衣服上戴著繡有「Cleveland」字樣的紅色腕章，長襪和艦裝上則印有「MONTPELIER」。姐姐：克里夫蘭、哥倫比亞；妹妹：丹佛、伯明罕。
丹佛（聲優：小澤亞李）
隸屬白鷹的輕巡，称号海上骑士。性格元氣、認真、活潑。外觀：穿著長袖外套、緊身衣、下身沒有穿裙子或短褲一類的東西、紅色手套、黑色及膝襪。姐姐：克利夫蘭、哥倫比亞、蒙彼利埃；妹妹：伯明罕。

##### 驅逐（DD）
拉菲（聲優：長繩麻理亞）
隸屬白鷹的驅逐艦，綽號所羅門的戰神。性格冷娇，经常一副无精打采、想要睡覺的样子。外觀：双马尾、兔耳发箍、背心上衣、红色短裙、粉红色長袖外套且只露一边肩膀和白色过膝襪。手持探照灯形狀的酒杯。姐姐：本森；妹妹：贝利、霍比、科尔克。
哈曼（聲優：伊藤明日香）
隸屬白鷹的驅逐艦，性格傲娇。外觀：猫耳、头顶上有红色大蝴蝶结、穿著女仆裝和黑色过膝襪、有虎牙、領帶上有美国国旗圖案。姐姐：西姆斯。
貝利（聲優：鈴木繪理）
隸屬白鷹的驅逐艦，性格開朗。外觀：側單馬尾、綁着兔耳髮箍、胡蘿蔔髮卡、白色露肩短袖加藍色吊帶褲、白色过膝襪。姐姐：本森、拉菲；妹妹：霍比、科尔克。
格里德利（聲優：篠原成美）
隸屬白鷹的驅逐艦，性格活潑。外觀：双马尾、綁着打call棒发卡、穿著爱心T恤、黑色过膝吊帶襪；衣服上掛着薩拉托加玩偶。喜歡攝影，經常拿着一部相机。妹妹：麦考爾、克雷文、莫里。
查爾斯·奧斯本（聲優：森田皋月）
隸屬白鷹的驅逐艦，自称正義的伙伴。小海狸中队队长。性格熱血。外觀：头发右則有印第安羽飾、无袖水手短裙加白色安全短褲、左大腿有腿环。姐姐：弗莱切、拉德福特、杰金斯、尼古拉斯、貝奇、斯坦利、富特、斯彭斯、撒切尔、金伯利、马拉尼、布什、黑泽伍德、史蒂芬·波特、斯莫利、奧利克；妹妹：哈尔西·鲍威尔。
埃爾德里奇（聲優：佐佐木望）
隸屬白鷹的驅逐艦，性格天然呆、沉默寡言。外觀：双马尾、呆毛、白色長手袖、白色过膝襪。
撒切爾（聲優：根本流風）
隸屬白鷹的驅逐艦，小海狸中队成员。性格調皮。外觀：单马尾、头发右則戴着印第安羽飾帽子、穿著无袖水手短裙、白色过膝襪、左大腿有腿环。姐姐：弗莱彻、拉德福特、杰金斯、尼古拉斯、贝奇、斯坦利、富特、斯彭斯；妹妹：金伯利、马拉尼、布什、黑泽伍德、斯莫利、奥利克、查尔斯·奥斯本、史蒂芬·波特、哈尔西·鲍威尔。
斯彭斯（聲優：芳野由奈）
隸屬白鷹的驅逐艦，小海狸中队成员。性格弱气、爱哭。外觀：头发右則戴着印第安羽飾帽子、穿著无袖水手短裙、黑色连褲襪。姐姐：弗萊切、拉德福特、傑金斯、尼古拉斯、貝奇、斯坦利、富特；妹妹：撒切爾、金伯利、馬拉尼、布什、黑澤伍德、斯莫利、奧利克、查爾斯·奧斯本、史蒂芬·波特、哈尔西·鮑威爾。
富特（聲優：芳野由奈）
隸屬白鷹的驅逐艦，小海狸中队成员。性格傲嬌、慵懶、怕麻煩。外觀：头发右則戴着印第安羽飾帽子、穿著无袖水手短裙。姐姐：弗莱彻、拉德福特、杰金斯、尼古拉斯、贝奇、斯坦利；妹妹：斯彭斯、撒切尔、金伯利、马拉尼、布什、黑泽伍德、斯莫利、奥利克、查尔斯·奥斯本、史蒂芬·波特、哈尔西·鲍威尔。
奧利克（聲優：芳野由奈）
隸屬白鷹的驅逐艦，小海狸中队成员。性格活潑。外觀：头发左則戴着印第安羽飾帽子、穿著无袖水手短裙、白色短手套和白色过膝襪。姐姐：弗莱彻、拉德福特、杰金斯、尼古拉斯、贝奇、斯坦利、富特、斯彭斯、撒切尔、金伯利、马拉尼、布什、黑泽伍德、史蒂芬·波特、斯莫利；妹妹：查尔斯·奥斯本、哈尔西·鲍威尔。

##### 維修（AR）
女灶神（聲優：Maia）
隸屬白鷹的維修艦，性格温柔。外觀：麻花辫、白色帽子、十字架项链、白色过膝吊帶襪；从胸下穿过并綁在手臂上的藍色絲帶叫提胸帶。擅長修理艦船，经常因为企業王理自己的仂势而继续上战場而操心。

#### 皇家（Royal Navy）
碧蓝航线世界观中造船经验最丰富的海洋国家，采取君主制度。在军舰设计上致力于取得最佳的平衡性能，海军实力雄厚，并讲究礼仪，注重优雅与实力并存。皇家为了捍卫皇家的荣耀，夺回人类的制海权，目前依然留在碧蓝航线阵营，参与对塞壬和赤色中轴的作战行动。

##### 正航（CV）
光輝（聲優：雨宮天）
隸屬皇家的正航，性格温柔。外觀：雙馬尾、白色帽加黑色蕾絲、白色長裙加黑色蕾絲邊、白色过膝襪、白色長手套、黑色高跟鞋；小铃铛耳环则对应舰徽，脖子和手臂上有蓝宝石吊坠。妹妹：勝利、可畏；不是妹妹但像妹妹：獨角獸。
皇家方舟（聲優：伊藤明日香）
隸屬皇家的正航，

##### 輕航（CVL）
獨角獸（聲優：加隈亞衣）
隸屬皇家的輕航，性格害羞。外觀：穿著無袖白色長裙、白色过膝襪、白色長手套。經常帶着一隻白色的獨角獸玩偶「優醬」。動畫中，「優醬」是可以自由行動的「奇怪生物」，在戰鬥時可以變大，載著獨角獸飛天，翅膀會變成航母甲板釋放飛機。動畫第一話中，獨角獸在尋找「優醬」時展示的畫，是由動畫製作公司Bibury Animation Studios中的新人山川菜菜（山川菜々）繪製。不是姐姐但像姐姐：光輝。

##### 戰列（BB）
威爾斯親王（聲優：橋本千波）
隸屬皇家的戰列艦，性格正直。外觀：白色襯衫外披着紅色披風、白色手套、白色过膝襪。手上拿着軍劍。为了皇家獻上勝利。非常标准的英伦美女，干练，严谨又不乏优雅。一头金发，是非常标准的欧洲人形象。然而眼眸的红色或许就是她外表下的一丝丝叛逆的象征吧。姐姐：英王喬治五世；妹妹：約克公爵、豪。
伊莉莎白女王（聲優：上坂堇）
隸屬皇家的戰列艦，皇家女王，性格傲娇。自稱本王。外觀：头上有一頂紅色王冠、穿著無袖上衣加白色短裙、白色短手套加黑色長袖套、白色过膝襪；有一隻虎牙。妹妹：厭戰、英勇。
厭戰（聲優：上坂堇）
隸屬皇家的戰列艦，女王陞下的守護騎士，性格正直。外觀：白色長围巾、白色手套、穿著長袖長裝上衣、黑色系帶胖次、白色運動襪。手持一把長劍。姐姐：伊莉莎白女王；妹妹：英勇。

##### 戰巡（BC）
胡德（聲優：田中敦子）
隸屬皇家的戰巡，皇家淑女、皇室成員。性格温柔、冷靜、從容、優雅。外觀：艦橋裝飾的太陽帽、皇家披肩、披肩上掛着胡德號艦徽裝飾、藍色及膝長裙、黑色連褲襪。喜歡喝紅茶。
反擊（聲優：野方小春）
隸屬皇家的戰巡，性格貪玩。外觀：穿著露臍裝、藍色短裙、白色手套、白色过膝長筒靴。姐姐：聲望。
聲望（聲優：茅野愛衣）
隸屬皇家的戰巡，性格天然呆。外觀：藍色披肩、穿著露臍裝、藍色短裙、白色手套、白色过膝長筒靴。妹妹：反擊。

##### 重巡（CA）
諾福克（聲優：佐久間比呂美）
隸屬皇家的重巡，
薩福克（聲優：上原明里）
隸屬皇家的重巡，
倫敦（聲優：向山直美）
隸屬皇家的重巡，
肯特（聲優：金元壽子）
隸屬皇家的重巡，

##### 輕巡（CL）
貝爾法斯特（聲優：堀江由衣）
隸屬皇家的輕巡，完美女仆、皇家女仆队队长。性格嚴謹、凡事都要做到完美。外觀：穿著女仆裝、脖子上有鎖鏈項圈、白色吊帶襪。自尊心很強，喜欢操劳，凡事都要做到最好，因为有着严苛的计划与优异的能力，大致上所有事都能井井有条的预先完成。被伊丽莎白女王下令前来照看企业的生活。動畫第2話，因為企業在與瑞鶴的對決中想要與其同歸於盡，因此評價企業「這是自殺式的戰鬥行為」。第10話中，要求企業與其去食堂用餐，但因為企業拒絕，而強制拉企業到食堂進食。姐姐：爱丁堡。
謝菲爾德（聲優：小原好美）
隸屬皇家的輕巡，性格毒舌、腹黑。三無少女。外觀：穿著女僕裝、白色吊帶襪加鐵靴。在動畫第四話中，謝菲爾德與愛丁堡穿著巫女服、帶著狐狸面具潛入重櫻母港，機智地應對了不知火的懷疑，發現重櫻秘密籌備的「蟒蛇計畫」後，與赤城、加賀近距離大戰，因赤城看到謝菲爾德裙底而臉紅，因此謝菲爾德裙底是真空的，之後成功搶奪了黑色魔方，順帶救走了明石，最後與高雄海上大戰。而在第六話中，克里夫蘭問候有關皇家對內衣的口味時，謝菲爾德親口告訴自己下面沒穿，在克里夫蘭表示沒有聽清以後，掀開裙子對克里夫蘭四姐妹進行了展示。
愛丁堡（聲優：後藤邑子）
隸屬皇家的輕巡，

##### 驅逐（DD）
標槍（聲優：山根希美）
隸屬皇家的驅逐艦，性格開朗、温柔、體貼、善解人意。外觀：單馬尾、穿著無袖連身短裙、藍色兜帽、左手戴手环，右手戴白色短手套、头上有一頂小王冠；小王冠的原型是標槍號艦徽上的王冠。姐姐：天后；妹妹：澤西、丘比特。
小獵兔犬（聲優：鈴木繪理）
隸屬皇家的驅逐艦，
大鬥犬（聲優：鈴木繪理）
隸屬皇家的驅逐艦，
螢火蟲（聲優：五十嵐裕美）
隸屬皇家的驅逐艦，
小天鵝（聲優：種田梨沙）
隸屬皇家的驅逐艦，
女將（聲優：綾宮由希子）
隸屬皇家的驅逐艦，

#### 東煌（Dragon Empery）
存在于东方大陆的国家，在铁血与重樱退出碧蓝航线后新加入的国家。在海军的发展上资历颇浅，与相邻的重樱是对立关系。
寧海（聲優：三宅麻理惠）
隸屬東煌的輕巡，
平海（聲優：久野美咲）
隸屬東煌的輕巡，

### 赤色中軸（Crimson Axis）
由铁血首先独自建立，在重樱背离碧蓝航线后组成的军事同盟，主张“利用塞壬的力量提升人类的发展与革新来反攻塞壬”，与反对使用塞壬技术、主张应纯粹使用人类的力量对抗塞壬的碧蓝航线是对立状态。

#### 鐵血（Iron Blood）
以强大军力与高度的科学技术为主的军事独裁国，拥有众多优秀的科学家，在与塞壬的战争中获得了大量技术，并着眼于对这些技术的进一步开发，这使得铁血的人工智能控制技术和生物工程技术遥遥领先于其他势力。退出碧蓝航线阵营后，铁血一度处于消息不明的状态，现在则是作为赤色中轴阵营的成员而活跃。因为采用塞壬技术的缘故，舰装的外形多半呈现出了异形化的姿态。

##### 戰列（BB）
俾斯麥（聲優：福原綾香）
隸屬鐵血的戰列艦，

##### 重巡（CA）
歐根親王（聲優：佐倉綾音）
隸屬鐵血的重巡，
希佩爾海軍上將（聲優：山岡百合）
隸屬鐵血的重巡，

##### 輕巡（CL）
科隆（聲優：小野涼子）
隸屬鐵血的輕巡，

##### 驅逐（DD）
Z23（聲優：阿部里果）
隸屬鐵血的驅逐艦，
Z1（聲優：高森奈津美）
隸屬鐵血的驅逐艦，

#### 重櫻（Sakura Empire）
位于极东的君主制国家，为游戏章节中的主要敌对方。与同样采用塞壬技术的铁血不同，认为塞壬的强大是来自肉体，因此揉合了自身的精灵信仰与观念，使登场的船舰都具有兽耳、尾巴、角等人外造型。和身为海洋强国的皇家不同的是，重樱的战斗经验虽然主要还是集中在重樱群岛周边的作战，但以东洋神秘的力量所构成的舰队迅速壮大了自身实力，在短时间就拥有了可以和白鹰等列强分庭抗礼的战力。

##### 正航（CV）
赤城(凰)（聲優：中原麻衣）
隸屬重櫻的正航，病嬌性格，佔有欲強。外觀：黑色長髮、狐耳狐尾、和風服飾、黑色日式過膝襪。和加賀屬於一航戰。姐姐：天城。
加賀(鸞)（聲優：茅野愛衣）

蒼龍(蛟)（聲優：御手洗果林）

飛龍(龍)（聲優：石上靜香）

瑞鶴(鶴)（聲優：種田梨沙）

翔鶴(鷸)（聲優：種田梨沙）

##### 戰列（BB）
長門(鯊)（聲優：久野美咲）

陸奧(鮫)（聲優：黑澤朋世）

伊勢(鰲)（聲優：田村睦心）

日向(螯)（聲優：渡邊明乃）

扶桑(魟)（聲優：小清水亞美）

山城(鱝)（聲優：小清水亞美）

##### 戰巡（BC）
天城(鰩)（聲優：澤城美雪）

##### 重巡（CA）
古鷹(狼)（聲優：影山燈）

加古(狌)（聲優：影山燈）

高雄(獒)（聲優：加隈亞衣）

愛宕(犬)（聲優：茅野愛衣）

##### 輕巡（CL）
長良(貊)（聲優：鬼頭明里）

五十鈴(貉)（聲優：鬼頭明里）

阿武隈(貃)（聲優：鬼頭明里）

##### 驅逐（DD）
睦月(松)（聲優：大久保瑠美）

如月(樟)（聲優：大久保瑠美）

卯月(楙)（聲優：MAKO）

水無月(杌)（聲優：MAKO）

三日月(檧)（聲優：MAKO）

文月(橗)（聲優：櫻咲千依）

長月(棖)（聲優：櫻咲千依）

雪風(蓮)（聲優：優木加奈）

綾波(柚)（聲優：大地葉）

夕立(椿)（聲優：高森奈津美）

時雨(栴)（聲優：桑原由氣）

不知火(蒲)（聲優：筏井加奈惠）

初春(梅)（聲優：高野麻里佳）

白露(槤)（聲優：篠原成美）

陽炎(萩)（聲優：谷野悠里子）

雷(梓)（聲優：荒浪和沙）

曉(楓)（聲優：山本希望）

吹雪(桐)（聲優：M·A·O）

夕暮(棭)（聲優：朝日奈丸佳）

##### 維修（AR）
明石(茗)（聲優：上坂堇）

### 塞壬（Siren）
被重樱登场船舰称之为“神”的存在。人类在联合组成碧蓝航线经过漫长的战争才勉强将其逐出人类的生活圈外，讽刺的是因为碧蓝航线的成员对其遗留的技术与战斗方针的不同，而放弃原先建立碧蓝航线的宗旨，造成了碧蓝航线分裂：铁血与重樱另立赤色中轴与碧蓝航线的阵容展开内战，更为讽刺的是原为敌方的塞壬正暗中观察著两方的争斗，令原本已经差的战况更为糟糕。

#### 塞壬（Siren）
觀察者（聲優：豐田萌繪）

測試者（聲優：安濟知佳）

净化者（聲優：高野麻理佳）

## 電視動畫
由同名手遊《碧藍航線》改編，2018年9月15日的「Azurlane 1st Anniversary 重大発表ステージ」中宣布動畫化，第1話的先行上映會2019年9月29日舉行，于2019年10月3日播出。本作是天衝成立動畫公司後第一部獨立製作動畫。
2019年12月12日宣佈原先預計在12月依序播出的第11、12話，將延期至2020年3月13日及3月20日播出，第10話則按造原訂計劃在12月12日播映。隨着放送日期變更，官方在2020年1月3日開始再次從第1話開始重新播出。

### 製作人員
- 原作：蠻啾網絡、勇仕網絡
- 導演：天衝
- 剧本统筹、編劇：鋼屋JIN
- 劇本協力、編劇：大樹連司
- 人物設定、總作畫監督：野中正幸
- 概念設計：MAGNUM
- 美術監督：扇山秋仁
- 色彩設計：林可奈子
- 攝影監督：千葉大輔
- CG導演：比嘉芳明
- 編輯：武宮睦美
- 音響監督：土屋雅紀
- 音響制作：DAX Production
- 音樂：西木康智
- 音樂制作：Stray Cats
- 音樂制作人：木皿陽平
- 動畫制作：Bibury Animation Studios
- 製作：動畫「碧藍航線」製作委員会（東宝、上海悠星、Nitroplus、i0plus、Frontier Works、創通、Stray Cats）

#### 主題曲
片頭曲「graphite/diamond」
作詞：藤林聖子，作曲：高木龍一（Dream Monster），編曲：白戶佑輔（Dream Monster），主唱：May'n
片尾曲
作詞：兒玉沙織，作曲：山田高弘，編曲：齋藤真也，主唱：鹿乃
插入曲「私はNo1!」（第1話）
作詞：櫻村岬，作曲、編曲：かみじょうゆうや，主唱：聖地牙哥（伊藤明日香）

### 各話列表
| 話數 | 日文標題 | 中文標題                   | 劇本              | 分鏡           | 演出                  | 作畫監督                                                                       | 總作畫監督                        |
| ---- | -------- | -------------------------- | ----------------- | -------------- | --------------------- | ------------------------------------------------------------------------------ | --------------------------------- |
| 01   |          | 【啟航】馳騁於大海的少女們 | 鋼屋JIN           | 天衝           | 天衝                  | 野中正幸                                                                       | 野中正幸                          |
| 02   |          | 【激戰】心跳波動，鋼鐵雙翼 | 鋼屋JIN           | 清水聰         | 青木you一郎           | 谷拓也                                                                         | 野中正幸                          |
| 03   |          | 【優雅】亦或是如同人類一般 | 鋼屋JIN           | 清水聰         | 新谷研人              | 嘉手苅睦、若山政志 福田佳太                                                    | 野中正幸                          |
| 04   |          | 【櫻華】外套與短劍         | 鋼屋JIN           | 大島緣         | 大島緣                | 大島緣、野中正幸 福田佳太                                                      | 不適用                            |
| 05   |          | 【重逢】為你伸手           | 鋼屋JIN           | 清水聰         | 新谷研人、青木you一郎 | 椛島洋介                                                                       | 不適用                            |
| 06   |          | 【羈絆】緊繫紐帶，牢拴心靈 | 鋼屋JIN、大樹連司 | 清水聰         | 青木you一郎           | Drum、齊藤雅和 中島大地、飯飼一幸 壽夢龍、虎助遙人                             | 不適用                            |
| 07   |          | 【死線】為了決意和愛       | 鋼屋JIN           | 天衝、小島正士 | 山本隆太              | 福田佳、太中川耀                                                               | 野中正幸、嘉手苅睦                |
| 08   |          | 【交錯】緊緊抱住不分離     | 鋼屋JIN           | 田中宏之       | 田中宏之              | 田中宏之                                                                       | 野中正幸                          |
| 09   |          | 【希望】黑暗中攫取光芒     | 鋼屋JIN           | 米田光宏       | 中西基樹              | 佐藤祐子、加藤久美子 山村俊了、塚本步 森悅史、佐藤明日香 三橋櫻子              | 野中正幸、嘉手苅睦 福田佳太、天衝 |
| 10   |          | 【殘響】漂白的鮮紅記憶     | 鋼屋JIN           | 天衝           | 天衝                  | 福田佳太、中川耀 天衝                                                          | 野中正幸、嘉手苅睦 天衝           |
| 11   |          | 【怪物】戰火蔓延的大海     | 鋼屋JIN           | 福田道生       | 青木you一郎           | Bibury Animation Studio 高木司、福田佳太 若山政志、伊藤篤志 清水博幸、山村俊了 | 野中正幸、嘉手苅睦                |
| 12   |          | 【蒼海】為碧藍航線獻上祝福 | 鋼屋JIN           | 天衝           | 天衝                  | 不適用                                                                         | 野中正幸、嘉手苅睦                |

### 衍生動畫
《碧藍航線 微速前進！》於2021年1月11日開始播出。

#### 主題曲
片頭曲「Longing for!」
作詞：真崎艾莉卡，作曲、編曲：本多友紀（Arte Refact），主唱：新田惠海
片尾曲
作詞：牡丹，作曲：小川裕司，編曲：石倉譽之、小川裕司，主唱：榊原由依

### 各話列表
| 話數 | 日文標題 | 中文標題                  | 分鏡     | 演出     | 作畫監督                    | 總作畫監督 | 片尾插畫        |
| ---- | -------- | ------------------------- | -------- | -------- | --------------------------- | ---------- | --------------- |
| 1話  |          | 兩舷，微速前進！          | 神保昌登 | 神保昌登 | 萩原弘光、齊藤健吾          | 萩原弘光   |                 |
| 2話  |          | 運動之後，就要吃甜的東西… | 佐山聖子 | 中島政興 | 嵩山樹、阪野日香莉 塚本智也 | 萩原弘光   |                 |
| 3話  |          | 現實生活是神作遊戲？      | 佐山聖子 | 新留俊哉 | 嵩本樹                      | 萩原弘光   |                 |
| 4話  |          | 在海邊玩就少不了燒烤！    | 渡邊祐紀 | 平田貴大 | 森七奈、大野勉              | 萩原弘光   | oekakizuki      |
| 5話  |          | 朋友，以及重要的人        | 相澤伽月 | 北川正人 | 嵩山樹、相澤秀亮            | 萩原弘光   | osisio          |
| 6話  |          | 可以和你共舞嗎？          | 平田貴大 | 平田貴大 | 森七奈、大野勉              | 萩原弘光   |                 |
| 7話  |          | 謹記整潔有序！            | 相澤伽月 | 原浩史   | 嵩山樹                      | 齊藤健吾   | Karory          |
| 8話  |          | 大家一起享受慶典！        | 西川將貴 | 西川將貴 | 森七奈、大野勉              | 齊藤健吾   | 朝凪            |
| 9話  |          | 這是女僕的服務            | 玉榮強力 | 玉榮強力 | 熊谷勇也、西川將貴          | 萩原弘光   | raiou           |
| 10話 |          | 暖洋洋熱騰騰暈乎乎…       | 高橋賢   | 高橋賢   | 森七奈、大野勉              | 萩原弘光   |                 |
| 11話 |          | 開心的遊樂園遭遇？！      | 安部元宏 | 安部元宏 | 嵩山樹                      | 萩原弘光   | MIN-NARAKEN     |
| 12話 |          | 最珍貴的寶物，就是朋友    | 西川將貴 | 神保昌登 | 森七奈、めしお              | 萩原弘光   | Yostar Pictures |
| 13話 |          | 母港庆贺日                |          |          |                             |            |                 |

1. ↑  東宝、上海悠星、Nitroplus、i0plus、Frontier Works、創通、Stray Cats
2. ↑  .   [2018-11-08]. （原始内容存档于2018-09-21）.
3. ↑  .   [2018-11-08]. （原始内容存档于2018-09-16）.
4. ↑  .   [2020-09-13]. （原始内容存档于2021-12-05）.
5. ↑  . Qoo動漫. 2019-12-12  [2019-12-19]. （原始内容存档于2019-12-19）.